# Саладин
Саладин (арап. صلاح الدين الأيوبي‎; 1138 — 4. март 1193) био је муслимански војсковођа, а касније египатски и сиријски султан, оснивач династије Ајубида. Историја га памти као човека који је преотео Јерусалим од крсташа.
Саладин важи за једног од најпознатијих муслиманских владара и војсковођа, као и за једну од најистакнутијих фигура арапске историје и културе.
Саладин је био Курд, рођен у Тикриту, на тлу данашњег Ирака, а његово право име било је Салах ад-Дин Јусуф. Већ у четрнаестој години придружио се члановима своје породице који су били у служби сиријског владара Нуредина. Између 1164. и 1169. године истакао се у борбама против крсташа у Египту. Схватио је какву има моћ и одлучио да сиријском владару ускрати послушност. Поставши командант сиријске војске и египатски везир, Саладин је ујединио Египат, већи део Сирије и горњу Месопотамију. После смрти сиријског владара 1174. године, прогласио се султаном Сирије и Египта. Успео је да придобије војске оближњих земаља и кренуо у напад на крсташе. Године 1187. почиње кампању против хришћана, револтиран заробљавањем кћерке. Исте године се одиграла битка код Хитина у којој је потпуно поразио и заробио јерусалимског краља Ги Лизињана, сурово поубијао темпларе и хоспиталце, заузео Акру, читаву Палестину. Заузео је, споразумно, Јерусалим, у то време престоницу Јерусалимске краљевине (1099—1291). Покушао је да заузме Тир, али је подигао опсаду јер је град снадбеван са мора. Ипак, 1192. године склопио је својеврсни мировни споразум са енглеским краљем Ричардом I Лављим Срцем; договор је омогућавао крсташима да поново оснују своје краљевину Јерусалим на палестинско-сиријској обали, али је Јерусалим остао муслимански. Саладин је умро у Дамаску 4. марта 1193. године после кратке болести. Имао је педесет пет година.

## Детињство и младост
Саладин је рођен 1138. године у Тикриту. Детињство је провео у Баалбеку. Његов отац Ајуб био је најпре гувернер султана, а потом Зенгија и осталим владарима Дамаска. Зенги је веома ценио Ајуба будући да га овај није напустио ни 1132. године када је морао да се повуче пред надмоћнијим трупама багдадског калифа. Саладин је неколико година провео у муслиманском манастиру где је добро изучио Куран. Био је искрен верник. Године 1152. придружио се своме ујаку Ширкуу у Алепу. Четири године касније постаје један од највернијих поданика Нур ад Дина.

## Крсташки походи на Египат
Саладин је учествовао у муслиманској армији Ширкуа која је бранила Египат од крсташких напада. Значајнију улогу одиграо је приликом опсаде Александрије 1167. године. Након крсташког освајања овог града кога је бранио Саладин, грађани су га напали због тога што је пристао да крсташима преда град. Саладин бежи ни мање ни више него у крсташки логор. Амалрик му је доделио оружану пратњу која га је отпратила до Ширкуа. Саладин то до краја живота није заборавио. 
Крсташи су напали град и следеће, 1168. године. Ширку им наноси дефинитиван пораз након кога крсташи више не прелазе границу Фатимидског калифата. Јануара 1169. године Ширку и Саладин тријумфално улазе у Каиро.

## Владар Египта
Ширку постаје везир египатског султана. Међутим, умире након само три месеца после пијанке. Велики везир сада постаје Саладин. Читава контрола над Фатимидским калифатом била је у његовим рукама. Халифова мамелучка гарда покушала је да га избаци из Каира. Овај покушај завршен је неуспехом. Саладин је напао мамелучки логор док они нису били у њему и заробио им жене и децу. Мамелуци су морали да га моле за животе својих породица. На крају су сви Мамелуци измасакрирани. Саладин је сада постао апсолутни владар Египта. Највећу шиитску државу приклонио је Багдадском калифату. Ел Адид је сада постао непотребан и уклоњен је након само неколико месеци. Фатимидски калифат је престао да постоји.

## Сукоб са Нур ад Дином
Освајање Египта Саладин је приказао као своју заслугу. То му је донело огромну популарност која није одговарала Нур ад Дину. Саладин му је све више измицао контроли. Године 1171. Саладин опседа крсташки Крак де Монтреал. Град је био спреман на предају. Међутим, Саладин је дознао да се Нур ад Дин приближава са својом војском да преузме вођство, па је напустио опсаду уз изговор да су се промениле временске прилике. Сукоб између Саладина и Нур ад Дина био је све очигледнији. Тада се умешао Саладинов отац Ајуб и Саладину рекао:
| „ | Ја сам ти отац и нема никога ко би те више волео и желео ти више добра. Али, знај, ово и говорим пред Богом. Уколико ја или твој стриц видимо Нур ад Дина овде ми нећемо моћи а да не паднемо и пољубимо земљу пред његовим ногама. Ако нам нареди да ти одсечемо главу, ми ћемо то учинити без икаквог оклевања. Ако Нур ад Дин дође чак и сам, без иједног војника, нити један од емира, нити један од војника неће се усудити да пред њим остане у седлу. Ова земља, Египат, је његова, а ти си овде само гувернер | ” |

Била је то страховита лекција Саладину из феудалне лојалности. Нур ад Дин је ипак одустао од било какве акције против Саладина иако је овај послао свога брата Шам ед Даулу да освоји Јемен. Нур ад Дин је умро 15. маја 1174. године. Наследио га је син Малик Салих Исмаил.

## Борба за власт
Саладин је затражио регентство над Маликом. Против тога устају многи муслимански градови, пре свега Мосул и Алепо. Дамаск отвара капије града Саладину, а Малик бежи у Алепо који га одбија предати Саладину. Саладин опседа град. Опсада је завршена неуспехом, а током ње је дошло до првог покушаја асасина да убију Саладина. Алепу у помоћ стижу Мосул и гроф Триполија Ремон ΙΙΙ. Сви заједно су поражени код Курун Хама (23. априла 1175. године). Алепо је принуђен на мир. Саладин се прогласио господарем Дамаска. Мир је склопљен и са крсташима, а асасинске територије су попаљене. Следеће, 1176. године, Мосул и Алепо склапају савез против Саладина. Он им наноси пораз и враћа се у Египат. Исте године Асасини поново покушавају са атентатом. Саладин опседа њихово уточиште Масаф. Опсада је завршена неуспехом, али од тада Асасини престају са нападима на Саладина.

## Борба са крсташима
Мир склопљен 1175. године прекинуо је Филип Фландријски који је дошао у Свету земљу да две ћерке свога вазала ожени са двема јерусалимским принцезама: Сибилом и Изабелом. Женидбене понуде су одбијене. Филип је напао Саладинове територије октобра 1177. године. Мир је био раскинут и Саладин напада Аскалон. Балдуин ΙV, јерусалимски краљ, му полази у сусрет. Битка код Монт Жисара један је од највећих Саладинових пораза. Знатно бројнија муслиманска армија поражена је и скоро у потпуности исечена. Балдуин наставља са ратом. Балдуин доживљава поразе у биткама код Банијаса, Марџ Ујуна, Јаковљевог бунара. Међутим, Саладин је знао да хришћане неће истерати док не постигне уједињење муслиманих армија. Због тога са крсташима и Византијом склапа мир 1180. године и покреће рат против Мосула и Алепа.
Мир са крсташима раскинут је следеће године због велике пљачке Ренеа од Шатијона. Он је нападом на муслимански караван задобио такву количину плена да се затресао цео муслимански свет. Балдуин је испео да Ренеа спаси од потпуног пораза. Године 1183. Саладин коначно осваја Алепо. Сада се у његовим рукама налазе Дамаск, Алепо и Египат. Ван његове контроле био је још само Мосул, немоћан да било шта учини. Крсташима наноси пораз под гором Тавор. Крајем исте године Саладин опседа тврђаву Керак где је управо обављано венчање Изабеле Јерусалимске и Хамфрија ΙV од Торона. Балдуин и Ремон су успели да одбију опсаду Био је то последњи Балдуинов подухват. Измучен болешћу, он убрзо умире. Његов син и наследник Балдуин V одржао се на престолу свега годину дана. Након његове смрти настају борбе за престо. Њега на крају осваја Гај Лизињански. Ремон одбија да му преда вазалну заклетву и склапа са Саладином мир.
Мир је потрајао две године када су витезови Темплари Жерара од Ришфоа страховито поклани на Ремоновој територији код Кресовог врела. Згрожен, Ремон отказује мир и измирује се са Гајем Лизињанским.

## Џихад
Мировни период који је трајао од 1183. године прекинут је поновним Ренеовим нападом на муслимански караван. Саладин сада није имао разлога да одлаже коначан судар са Јерусалимом. Почетком 1187. године он објављује „свети рат“. Средивши неприлике са Мосулом, Саладин са огромном војском опседа Тиберијас.

### Битка код Хитина
Саладинова опсада Тиберијаса није преварила Ремона да безглаво крене у разбијање опсаде иако се у граду налазила и његова жена. Он је краљу Гају Лизињану предлагао да уопште не покрећу војску и чекају јесен када ће се муслимани сами повући. Ови предлози су дочекани страховитим увредама Ренеа од Шатијона и Жерара од Ришфоа који су га оптуживали за кукавичлук. Гај је послушао њихов предлог и 3. јула наредио покрет војске према Тиберијасу. Терен није био нимало лак. Да би дошли до језера крсташи су морали прићи између брда. Постојао је само један пролаз зван „Трубе са Хитина“. Пут који би уобичајено трајао тек неколико сати отегао се на читав дан. Крсташи су страховито патили од глади и жеђи. На челу армије се налазио Ремон од Триполија, иза њега краљ Гај с главнином, а на зачељу Темплари. Крсташи су се једва довукли до „Труба са Хитина“, али су тамо открили да је Саладин затрпао бунаре са водом. Ту су их муслимани дочекали.

Крсташи су на почетку битке успешно одбијали нападе па је и сам Саладин у једном тренутку замало погинуо. Грешку је починио Ремон наредивши војсци да се улогори уместо да пређе у директан напад. Многи крсташи су дехидрирали, а Саладин је запалио суву траву опколивши крсташе ватром. Сада је ситуација била очајна, а Темплари су готово сви изгинули. Муслимани су током ноћи потпуно опколили хришћане. Видевши да је ситуација безнадежна, један од витезова је закопао Истински крст. Према другим изворима, Крст су муслимани освојили у борби.
Ту ноћ је Саладин провео обилазећи чак и обичне војнике. Сутрадан је започео одлучујући окршај. Ремон је страховитим ударом коњице успео да се са својим одредом пробије и напусти бојно поље повукавши се ка Сефореји. Остатак војске био је изгубљен. До краја дана Гај, који се борио веома храбро, био је заробљен. Катастрофа по крсташе била је потпуна.

### Пад Јерусалима
Већ сутрадан након битке код Хитина предао се крсташки Тиберијас. Саладин је поклао 200 витезова Темплара и Хоспиталаца. Једини витез који се успео спасити јесте сам Жерар од Ришфоа. После се причало да је променио веру и прешао у ислам, а Саладина увео у тајне темпларског реда, између осталог и у иницијацију. На великом суђењу Темплара 1307. године проглашен је једним од “лоших мајстора“.
Сутрадан након масакра код Тиберијаса, заробљени крсташи су у ланцима, без обзира на ранг, проведени кроз Дамаск. Саладин је поштедио једино краља Гаја Лизињанског. Цена једног роба била је толико ниска да су се за њу могле купити само сандале. Међутим, рат још увек није био завршен. Требало је освојити остале хришћанске градове. То је, међутим, сада био лак задатак за огромну муслиманску армију. До краја године је преко 50 градова очишћено од хришћана, између осталог и Јафа, Хаифа, Сидон, Акра и Аскалон. Саладин је опсео Тир кога је бранио новопридошли витез Конрад Монфератски. Град је успешно одбрањен. Опсаду је издржала и Антиохија. Саладин са њима није хтео губити време већ се окренуо главном упоришту хришћана у Светој земљи – Светом граду Јерусалиму.
Одбрану Јерусалима водио је Балијан од Ибелина. Однос Балијана и Саладина веома је занимљив. Балијан је избегао заробљавање у Хитинској бици и није намеравао да се задржава у граду. Од Саладина је тражио дозволу да из Јерусалима извуче жену и децу. Када је са омањим гарнизоном ушао у град, становници су га молили да остане и организује одбрану. Балијан се, потом, поново упутио Саладину и замолио га да га ослободи заклетве. Задивљен, Саладин му дозвољава да се врати у град и пропушта његову породицу у Акру. Истовремено, Јерусалиму шаље понуду за предају, али је она одбијена.
Опсада Јерусалима започела је 20. септембра 1187. године. Временски, она није дуго трајала – до 2. октобра. Међутим, одбрана је била скоро фанатична. Муслимански хроничар Ал Имад наводи да је у граду било 60.000 браниоца иако их у ствари није могло бити више од 6000. Ипак, колико год били одлучни, хришћани су морали попустити. Балијан шаље Саладину поруку да ће браниоци радије порушити Јерусалим и побити своје породице него пасти у муслиманске руке. Плашећи се уништења Куполе на Стени и Ел Аксе, Саладин је морао попустити. Хришћанима је понудио повољне услове: откуп од 10 златника за мушкарце, 5 за жене и 2 за дете. Око 15.000 становника није успело да се откупи. По неким наводима, Саладин је лично откупио 500 заробљеника, а његов брат Ел Адил 1000. Исто су учинили многи Саладинови официри па је на тај начин откупљено око 4000 хришћана. Ослобођеници су у колони напустили град и упутили се ка Акри праћени оружаном пратњом.
Све у свему, ако је у граду било 100.000 људи, а остало је у заробљеништву само 15.000, може се рећи да је Саладин поступио веома великодушно. То исто се не може рећи за крсташе који су пре деведесет година приликом освајања Јерусалима извршили један од највећих покоља средњег века убијајући преко 40.000 муслимана. Саладину и његовим наследницима ће овај поступак донети мноштво неприлика у будућем периоду. Хришћани који се нису откупили су поробљени и послати у Египат.

## Трећи крсташки рат
Догађаји који су уследили након пада Јерусалима умногоме су слични ситуацији након пада грофовије Едесе и покретања Другог крсташког рата четрдесетак година раније. Европа је била шокирана сазнањем да се Свети град поново налази у рукама муслимана. Зараћени монарси су се измирили и ујединили у заједничкој мржњи против ислама. Поново је оживела легенда о владари који ће ослободити Свети град од неверника припремајући свет за други Христов долазак.

### Фридрих Ι Барбароса
Три велике армије упућене су ка Светој земљи. Прву, бројчано највећу, предводио је немачки цар Фридрих Ι Барбароса. Саладин се од ње највише и бојао. Због тога је са Византијом склопио договор по коме се цар Исак ΙΙ обавезао да не пропусти крсташе преко своје територије. Између Византије и Светог римског царства букнуо је прави рат. Фридриха је подржао и српски жупан Стефан Немања који га је угостио у својој новој престоници – Нишу. Огромна немачка армија без проблема је освојила Сердику (Софију) и угрозила сам Цариград. Фридрих га је могао опседати, али се сетио свога правог циља. Исак је приморан да раскине савез са Саладином и превезе немачке војнике до Анадолије. Дана 10. јула 1190. године Фридрих је застао да се окупа у реци. Ушавши у ледену воду умро је од срчаног удара. Према другим изворима, удавио се у набујалој реци повучен тежином оклопа.

### Борбе са Ричардом Лављим Срцем
Француска армија краља Филипа ΙΙ и енглеска армија Ричарда Ι осваја византијски Кипар и 1191. године пристиже у Свету земљу где се прикључила домаћим крсташима предвођеним Гајем Лизињанским (ослобођеним приликом опсаде Тира) који су опседали Акру. Град се одржао две године, али се на крају морао предати. Освајање Акре није донело среће ни крсташима. Избила је епидемија од које су оболела обојица краља. Жерар од Ришфоа је погинуо под зидинама Акре. Филип се вратио у Француску предајући команду грофу Игу. Према легенди, Ричард је оздравио једући месо са мртвих муслимана, Ричард је тражио да му донесу хране али му кувари нису рекли да је месо људско. Када је оздравио и сазнао шта је јео, он се гласно насмејао. Међутим, историографски је немогуће утврдити истинитост тих прича, те се претпоставља да су приче настале од муслиманског становништва. Одласком Филипа Августа у Француску, он постаје централна личност Трећег крсташког рата, по чему ће га историја најбоље упамтити. Након освајања Акре, наредио је убиство готово три хиљаде заробљеника за које Саладин није платио откуп.
Два дана касније, Ричард са армијом креће ка Јерусалиму. Огромна хришћанска армија није допуштала сумњу у успех. Дана 7. септембра Саладин је доживео свој највећи пораз. Муслимани су разбијени у бици код Арсуфа након чега се Јафа и Аскалон предају без борбе. Ипак, Јерусалим је остао ван домета због наступајуће зиме али и унутрашњих проблема у Енглеској.
У Аскалону су барони изабрали новог краља Јерусалима – Конрада Монфератског. Он гине од руке асасина један дан након крунисања. Наследио га је Хенри ΙΙ од Шампање чији је једини квалитет био блиско сродство са енглеским и француским краљем. Ричард је 1192. године покренуо још један поход на Јерусалим који се завршио неуспехом због недостатка намирница. Потом из Енглеске стижу вести да краљев брат Јован без Земље припрема државни удар. Ричард је морао хитно да се врати у Енглеску, што је окончало Ричардово учешће у крсташким ратовима.

### Мир
Мир са крсташима је одговарао и Саладину. Охрабрени његовим неуспесима, локални муслимански владари дижу устанке. Сем тога, Саладин је доживео још један велики пораз код Јафе. Била је то последња битка Трећег крсташког рата. Између зараћених страна склопљен је мир у Јафи. На крају су Ричард и Саладин постали блиски пријатељи. У Лиди је 8. новембра приређен велики банкет где су се окупили Саладин са својом пратњом и Ричард са осталим крсташким вођама. Размењено је мноштво поклона. Атмосфера је била врло пријатна. Хришћани су имали прилике да се увере да муслимани нису немилосрдни кољачи. Стваране су легенде. Сем оне да је Саладин Ричарду послао свог личног лекара, постојала је и она у којој је Ричард током борбе изгубио коња, а Саладин му послао новог и она у којој је Саладин Ричарду послао свежег воћа и снега са врха планине у којем ће краљ охладити своје пиће. Заправо, био је то крај крсташких ратова. Обе стране биле су спремније на преговоре него на борбу.
Миром у Јафи крсташки градови на обали добијају извесну сигурност. Формирана је крсташка држава, истина са малом територијом дуж обале између Бејрута и Јафе. Припадали су јој градови Тир, Хаифа, Цезареја, Арсуф, Јафа, Лида и Рамла. Престоница је био град Акра са Хенријем II од Шампање као краљем. Он је носио титулу краља Јерусалима иако је град био у муслиманским рукама. Ходочасници су добили право да посећују света места у Јерусалиму без ношења оружја. Миром у Јафи су муслимани по први пут признали постојање неке крсташке државе.
Ричард се 2. октобра 1192. године укрцао на брод за Енглеску и више се није враћао у Свету земљу.

## Смрт
Шест месеци након одласка Ричарда из Свете земље умире Саладин након краће болести (3. марта 1193. године) у 55. години живота. Његова смрт била је изненађење за све. Био је релативно здрав и очекивало се да ће још дуго владати. Још веће изненађење је задесило наследнике када су, отворивши Саладинову ризницу, нашли свега 47 дирхема. Међутим, Саладин им је у наследство оставио велику и снажну државу. Наступају борбе око престола из којих као победник излази Саладинов брат Малик ел Адил. Тако је створена нова династија названа по Ајубу, Саладиновом оцу – Ајубидска династија. Ајубидски владари управљаће територијама под формалним вазалним односом према Багдадском калифату у следећих 50 година.